# 第1回極東選手権競技大会
第1回極東選手権競技大会（だい1かいきょくとうせんしゅけんきょうぎたいかい）は、1913年2月1日から9日まで、米領フィリピンのマニラにおいて、東洋オリンピック（極東オリンピックとも）として開催された。極東選手権競技大会の初回に当たる総合競技大会である。

## 会場
- マニラ・カーニバル・グラウンド

## 参加国・地域
- 中華民国
- 米領フィリピン
- 日本
- マレー連邦
- シャム
- 香港

## 実施競技
- 陸上競技（詳細）
- 野球（詳細）
- バスケットボール（詳細）
- 飛込（詳細）
- サッカー（詳細）
- 競泳（詳細）
- テニス（詳細）
- バレーボール（詳細）

## 日本選手団
今大会の日本選手団の派遣には大日本体育協会は関与せず、野球の代表として明治大学野球部（中澤不二雄が出場）と、陸上競技の代表として毎日新聞社派遣による選手2人が出場した。陸上競技日本代表の田舎片善次（愛知一中）と井上輝二は、5マイル走で1位と2位を獲得、田舎片は1マイル走でも優勝した。